# Cystodytes denudatus
Cystodytes denudatus is een zakpijpensoort uit de familie van de Polycitoridae. De wetenschappelijke naam van de soort is voor het eerst geldig gepubliceerd in 1953 door Peres.